# María Teresa Gil de Gárate
María Teresa Gil de Gárate (Logroño, 16 de octubre de 1906-11 de enero de 1985) fue una educadora española.

## Biografía
Gil de Gárate se destacó en su infancia por prestar siempre atención a los más necesitados. Impartió clases de catequesis en la iglesia San Bartolomé de Logroño. Después de la guerra civil fundó el Centro «Los Boscos», junto a un grupo de compañeras de Acción Católica, con la finalidad de albergar a niños y niñas de familias necesitadas. El centro fue inaugurado el 16 de octubre de 1954. Dedicó toda su vida a esta obra social.
Gracias a su intermediación nacieron las Escuelas de aprendizaje de carpintería, electricidad y dibujo. Asistieron a ella sesenta alumnos procedentes de la ciudad y de otros pueblos de La Rioja. Los talleres comenzaron a funcionar en 1945.
El 26 de enero de 1971 se otorgó al Centro «Los Boscos» el premio «Wellinton-Civismo y Ciudadanía» por la labor social realizada por el centro. Su trabajo fue reconocido con la concesión del Lazo de Alfonso X el Sabio, el 24 de junio de 1977.
Garantizó la continuidad de su obra confiando «Los Boscos» a los Salesianos. 
Desde septiembre de 1987 la Congregación Salesiana se responsabiliza de la titularidad y gestión del Centro en todos los aspectos: económicos, laborales y pedagógicos.

## Reconocimientos
A principios del 2023 el ayuntamiento de Logroño desarrolló una iniciativa llamada "Logroño con otra mirada" que consistía en la realización de rutas teatralizadas por diferentes calles de Logroño con nombres de mujer, con el objetivo que la ciudadanía conozca la vida de mujeres relevantes que han hecho historia, y así obtener referentes femeninos a seguir. Entre esas calles se encuentra la calle que lleva el nombre de Gil de Garate.

### Calle María Teresa Gil de Garate
El 14 de enero de 1988 el Pleno del Ayuntamiento de Logroño el cual estuvo presidido por el alcalde, Manuel Sainz, en reconocimiento de la labor ejercida por la profesora María Teresa Gil de Gárate le dedicó una calle de la capital riojana, a los tres años de su fallecimiento. Desde el año 2006 esta calle se convirtió en una calle peatonal.